# Hyacintheae
Hyacintheae, tribus šparogovki. Opisan je 1827. Ime je došlo po rodu  Hyacinthus (zumbul).
Rod Pseudoprospero pripada vlastitom tribusu Pseudoprospereae, ili podtribusu Pseudoprosperineae, kao dijelu tribusa Hyacintheae, isto vrijedi i za rod Massonia i tribus Massonieae, odnosno podtribus Massoniinae .

## Podjela
Tribus Hyacintheae Dumort.
1. Barnardia Lindl. (1 sp.)
2. Zagrosia Speta (1 sp.)
3. Alrawia (Wendelbo) K. Perss. & Wendelbo (2 spp.)
4. Puschkinia Adams (8 spp.)
5. Brimeura Salisb. (3 spp.)
6. Hyacinthus L. (3 sp.)
7. Fessia Speta (14 spp.)
8. Hyacinthoides Heist. ex Fabr. (12 spp.)
9. Prospero Salisb. (11 spp.)
10. Hyacinthella Schur (17 spp.)
11. Muscari Tourn. ex Mill. (84 spp.)
12. Bellevalia Lapeyr. (79 spp.)
13. Merwilla Speta (2 spp.)
14. Scilla L. (60 spp.)

Postoji i podjela na podtribuse:
1. Hyacinthinae Parl.
2. Massoniinae Benth. & Hook.f.
3. Pseudoprospereae Manning & Goldblatt